# Hrabstwo Edgar

Piramida wieku hrabstwa

Hrabstwo Edgar – hrabstwo w USA, w stanie Illinois, według spisu z 2000 roku liczba ludności wynosiła 19 704. Siedzibą hrabstwa jest Paris.

## Geografia
Według spisu hrabstwo zajmuje powierzchnię 1617 km², z czego 1615 km² stanowią lądy, a 2 km² (0,10%) stanowią wody.

### Sąsiednie hrabstwa
- Hrabstwo Vermilion – północ
- Hrabstwo Vermillion – północny wschód
- Hrabstwo Vigo – południowy wschód
- Hrabstwo Clark – południe
- Hrabstwo Coles – południowy zachód
- Hrabstwo Douglas – północny zachód
- Hrabstwo Champaign – północny zachód

Stan Illinois na mapie USA

## Historia
Hrabstwo Edgar zostało oficjalnie utworzone w 1823 roku z terenów hrabstwa Clark. Swoją nazwę obrało na cześć Johna Edgara (1750-1832), irlandzkiego oficera Brytyjskiej Marynarki Królewskiej, który przeszedł na stronę amerykańską podczas wojny o niepodległość Stanów Zjednoczonych. Edgar udał się do Kaskaskia w 1784, gdzie został młynarzem i kupcem.

## Demografia
Według spisu z 2000 roku hrabstwo zamieszkuje 19 704 osób, które tworzą 7874 gospodarstw domowych oraz 5 322 rodzin. Gęstość zaludnienia wynosi 12 osób/km². Na terenie hrabstwa jest 8 611 budynków mieszkalnych o częstości występowania wynoszącej 5 budynków/km². Hrabstwo zamieszkuje 97,12% ludności białej, 1,84% ludności czarnej, 0,19% rdzennych mieszkańców Ameryki, 0,19% Azjatów, 0,01% mieszkańców Pacyfiku, 0,25% ludności innej rasy oraz 0,40% ludności wywodzącej się z dwóch lub więcej ras, 0,78% ludności to Hiszpanie, Latynosi lub inni.
W hrabstwie znajduje się 7874 gospodarstw domowych, w których 29,90% stanowią dzieci poniżej 18 roku życia mieszkający z rodzicami, 54,00% małżeństwa mieszkające wspólnie, 9,60% stanowią samotne matki oraz 32,40% to osoby nie posiadające rodziny. 28,50% wszystkich gospodarstw domowych składa się z jednej osoby oraz 14,70% żyje samotnie i ma powyżej 65 roku życia. Średnia wielkość gospodarstwa domowego wynosi 2,409 osoby, a rodziny wynosi 2,93 osoby.
Przedział wiekowy populacji hrabstwa kształtuje się następująco: 23,90% osób poniżej 18 roku życia, 8,3% pomiędzy 18 a 24 rokiem życia, 27,00% pomiędzy 25 a 44 rokiem życia, 23,20% pomiędzy 45 a 64 rokiem życia oraz 17,70% osób powyżej 65 roku życia. Średni wiek populacji wynosi 39 lat. Na każde 100 kobiet przypada 95,1 mężczyzn. Na każde 100 kobiet powyżej 18 roku życia przypada 93,40 mężczyzn.
Średni dochód dla gospodarstwa domowego wynosi 35 203 USD, a średni dochód dla rodziny wynosi 41 245 dolarów. Mężczyźni osiągają średni dochód w wysokości 30 214 dolarów, a kobiety 21 097 dolarów. Średni dochód na osobę w hrabstwie wynosi 17 857 dolarów. Około 7,60% rodzin oraz 10,50% ludności żyje poniżej minimum socjalnego, z tego 14,20% poniżej 18 roku życia oraz 9,90% powyżej 65 roku życia.

### Okręgi

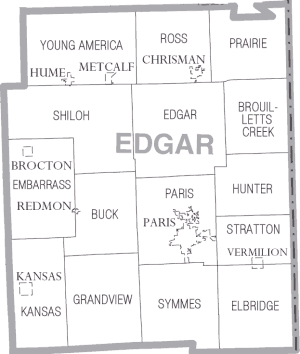
Mapa hrabstwa Edgar w Illinois

W hrabstwie Edgar znajduje się piętnaście okręgów: 
- Okręg Brouilletts Creek
- Okręg Buck
- Okręg Edgar
- Okręg Elbridge
- Okręg Embarrass
- Okręg Grandview
- Okręg Hunter
- Okręg Kansas
- Okręg Paris
- Okręg Prairie
- Okręg Ross
- Okręg Shiloh
- Okręg Stratton
- Okręg Symmes
- Okręg Young America

## Miasta
- Chrisman
- Paris

## Wioski
- Brocton
- Hume
- Kansas
- Metcalf
- Redmon
- Vermilion